# Municipio de Middle Fork (Iowa)
El municipio de Middle Fork (en inglés: Middle Fork Township) es un municipio ubicado en el condado de Ringgold en el estado estadounidense de Iowa. En el año 2010 tenía una población de 238 habitantes y una densidad poblacional de 3,27 personas por km².

## Geografía
El municipio de Middle Fork se encuentra ubicado en las coordenadas 40°36′9″N 94°17′41″O / 40.60250, -94.29472. Según la Oficina del Censo de los Estados Unidos, el municipio tiene una superficie total de 72.81 km², de la cual 72,46 km² corresponden a tierra firme y (0,47 %) 0,34 km² es agua.

## Demografía
Según el censo de 2010, había 238 personas residiendo en el municipio de Middle Fork. La densidad de población era de 3,27 hab./km². De los 238 habitantes, el municipio de Middle Fork estaba compuesto por el 96,22 % blancos, el 0,42 % eran afroamericanos, el 0,42 % eran asiáticos, el 0,84 % eran de otras razas y el 2,1 % eran de una mezcla de razas. Del total de la población el 0 % eran hispanos o latinos de cualquier raza.